# 开封教育学院

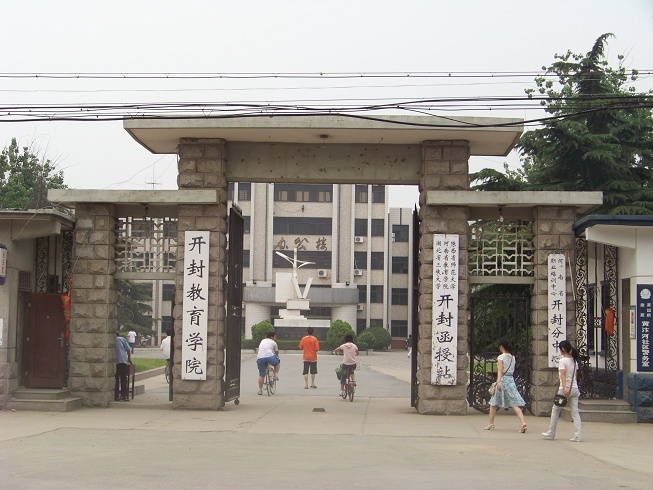
开封教育学院中校区大门

开封教育学院是中华人民共和国的一所已不存在的公办成人高等学校。开封教育学院位于河南省开封市。
2003年，“开封第一师范学校”、“开封第二师范学校”、“开封教育学院”合并为新的开封教育学院。
2014年初，学校并入开封文化艺术职业学院。

## 校区划分
- 中校区——开封市梁园路1号
- 北校区——开封郊区高中院内（2008年迁至于此）
- 东校区——开封市文庙街